# Золотой орёл (кинопремия, 2024)
22-я церемония вручения наград премии «Золотой орёл» за заслуги в области российского кинематографа и телевидения за 2023 год состоялась 26 января 2024 года в первом павильоне киноконцерна «Мосфильм». Номинанты были объявлены 25 декабря 2023 года.
Наибольшим числом номинаций (7) был отмечены фильмы режиссёра Бориса Хлебникова «Снегирь» и Сергея Урсуляка «Праведник».

## Статистика
Количество наград/номинаций:
Кино:
- 4/7: «Снегирь» / «Праведник»
- 2/6: «1993»
- 2/3: «Хитровка. Знак четырёх»
- 1/5: «Повелитель ветра»
- 1/1: «Чувства Анны»
- 0/5: «Вызов»
- 0/4: «По щучьему велению»
- 0/2: «Императрицы»

Сериалы:
- 2/3: «Фишер»
- 2/2: «Бизон: Дело манекенщицы»
- 1/1: «Дама с собачкой»
- 1/2: «Чёрное облако»
- 0/3: «Шаляпин»

## Список лауреатов и номинантов
• Лауреаты выделены отдельным цветом. 
| Категории | Лауреаты и номинанты |
| --- | --- |
| Лучший игровой фильм | |
| • Снегирь (режиссёр: Борис Хлебников; продюсер: Сергей Сельянов, Наталья Дрозд, Татьяна Бонакова) | |
| • 1993 (режиссёр: Александр Велединский; продюсеры: Жанна Калинина, Александра Воронкова) | |
| • Вызов (режиссёр: Клим Шипенко; продюсеры: Константин Эрнст, Денис Жалинский, Эдуард Илоян, Дмитрий Рогозин, Сергей Титинков, Алексей Троцюк, Виталий Шляппо, Михаил Ткаченко, Ольга Данова, Наталья Смирнова, Светлана Извекова) | |
| • По щучьему велению (режиссёр: Александр Войтинский; продюсеры: Сергей Сельянов, Наталья Смирнова, Александр Горохов) | |
| • Праведник (режиссёр: Сергей Урсуляк; продюсеры: Тимур Вайнштейн, Леонид Верещагин, Антон Златопольский, Никита Михалков, Мария Ушакова, Юлия Сумачеваю)                                                                          | |
| Лучший сериал онлайн-платформы | • Фишер (режиссёр: Сергей Тарамаев, Любовь Львова; продюсеры: Фёдор Бондачук, Дмитрий Табарчук, Сергей Кальварский, Вячеслав Муругов)                               |
| Лучший сериал онлайн-платформы | • Плейлист волонтёра (режиссёр: Свешников Максим; продюсеры: Максим Рыбаков, Эльвира Дмитриевская, Юлия Мишкинене, Гавриил Гордеев, Светлана Сонина, Сергей Шишкин) |
| Лучший сериал онлайн-платформы | • Библиотекарь (режиссёры: Игорь Твердохлебов; продюсеры: Тимур Вайнштейн, Юлия Сумачева, Владимир Тюлин, Анатолий Тупицын)                                         |
| Лучший телевизионный сериал | • Бизон: Дело манекенщицы (режиссёр: Сергей Чекалов; продюсер: Валерий Тодоровский)                                                                                 |
| Лучший телевизионный сериал | • Шаляпин (режиссёр: Егор Анашкин; продюсеры: Екатерина Жукова, Мария Ушакова, Антон Златопольский)                                                                 |
| Лучший телевизионный сериал | • Шпион (режиссёр: Иван Стаханов; продюсер: Сергей Титинков, Андрей Терешок, Михаил Хлебородов)                                                                     |
| Лучший неигровой фильм | • Мельников (режиссёр: Марина-Мария Мельник) |
| Лучший неигровой фильм | • Киноязык эпохи: Марлен Хуциев (режиссёр: Андрей Истратов) |
| Лучший неигровой фильм | • Симоновы и Трошкины: двойной портрет в интерьере эпохи (режиссёр: Галина Евтушенко)                                                                               |
| Лучший короткометражный фильм | • Шоссе энтузиастов (режиссёр: Федор Кравчук) |
| Лучший короткометражный фильм | • Здесь и сейчас (режиссёр:Павел Королько) |
| Лучший короткометражный фильм | • Остановка (режиссёр: Никита Парчутов) |
| Лучший анимационный фильм | • Коты Эрмитажа (режиссёр: Василий Ровенский) |
| Лучший анимационный фильм | • Хармс (режиссёр:Светлана Андрианова) |
| Лучший анимационный фильм | • Светлые души (режиссёр: Анастасия Жакулина) |
| Лучшая режиссёрская работа | • Сергей Урсуляк — «Праведник» |
| Лучшая режиссёрская работа | • Александр Велединский — «1993» |
| Лучшая режиссёрская работа | • Борис Хлебников — «Снегирь» |
| Лучший сценарий | • Александр Велединский — «1993» |
| Лучший сценарий | • Наталья Мещанинова, Борис Хлебников — «Снегирь» |
| Лучший сценарий | • Геннадий Островский — «Праведник» |
| Лучшая операторская работа | • Михаил Милашин — «Праведник» |
| Лучшая операторская работа | • Михаил Милашин — «Повелитель ветра» |
| Лучшая операторская работа | • Алишер Хамидходжаев — «Снегирь» |
| Лучшая музыка к фильму | • Алексей Рыбников — «Повелитель ветра» |
| Лучшая музыка к фильму | • Юрий Потеенкр — «Хитровка. Знак четырёх» |
| Лучшая музыка к фильму | • Василий Тонковидов — «Праведник» |
| Лучшая работа художника-постановщика | • Сергей Февралёв — «Хитровка. Знак четырёх» |
| Лучшая работа художника-постановщика | • Мария Турская — «Императрицы» |
| Лучшая работа художника-постановщика | • Анастасия Каримулина — «По щучьему велению» |
| Лучшая мужская роль в кино | • Александр Яценко — «Праведник» |
| Лучшая мужская роль в кино | • Евгений Цыганов — «1993» |
| Лучшая мужская роль в кино | • Макар Хлебников, Олег Севостюк — «Снегирь» |
| Лучшая женская роль в кино | • Анна Михалкова — «Чувства Анны» |
| Лучшая женская роль в кино | • Любовь Константинова — «Праведник» |
| Лучшая женская роль в кино | • Юлия Пересильд — «Вызов» |
| Лучшая мужская роль второго плана | • Евгений Ткачук — «Праведник» |
| Лучшая мужская роль второго плана | • Максим Лагашкин — «1993» |
| Лучшая мужская роль второго плана | • Игорь Гордин — «Императрицы» |
| Лучшая женская роль второго плана | • Александра Ребенок — «1993» |
| Лучшая женская роль второго плана | • Мария Лобанова — «Край надломленной луны» |
| Лучшая женская роль второго плана | • Елена Яковлева — «Поехавшая» |
| Лучшая мужская роль на телевидении | • Сергей Безруков — «Бизон: Дело манекенщицы» |
| Лучшая мужская роль на телевидении | • Александр Яценко — «Шаляпин» |
| Лучшая мужская роль на телевидении | • Сергей Безруков — «Шпион» |
| Лучшая женская роль на телевидении | • Елена Яковлева — «Дама с собачкой» |
| Лучшая женская роль на телевидении | • Любовь Константинова — «Лихорадка» |
| Лучшая женская роль на телевидении | • Юлия Снигирь — «Шаляпин» |
| Лучший актёр онлайн-сериала | • Иван Янковский, Александр Яценко — «Фишер» |
| Лучший актёр онлайн-сериала | • Филипп Янковский — «Чёрное облако» |
| Лучший актёр онлайн-сериала | • Иван Янковский — «Плейлист волонтёра» |
| Лучшая актриса онлайн-сериала | • Марьяна Спивак — «Чёрное облако» |
| Лучшая актриса онлайн-сериала | • Светлана Ходченкова — «Актрисы» |
| Лучшая актриса онлайн-сериала | • Александра Бортич — «Фишер» |
| Лучший монтаж фильма | • Иван Лебедев «Снегирь» |
| Лучший монтаж фильма | • Сергей Бейсеу, Сергей Нестеров — «По щучьему велению» |
| Лучший монтаж фильма | • Александр Пузырёв, Андрей Фиолетов, Александр Зубков— «Повелитель ветра»                                                                                          |
| Лучший монтаж фильма | • Тим Павелко — «Вызов» |
| Лучшая работа звукорежиссёра | • Максим Беловолов — «Снегирь» |
| Лучшая работа звукорежиссёра | • Борис Войт — «Вызов» |
| Лучшая работа звукорежиссёра | • Студия «Флайсаунд»— «Повелитель ветра» |
| Лучшая работа художника по костюмам | • Дмитрий Андреев, Владимир Никифоров — «Хитровка. Знак четырёх» |
| Лучшая работа художника по костюмам | • Екатерина Шапкайц — «Императрицы» |
| Лучшая работа художника по костюмам | • Надя Васильева, Ольга Михайлова — «По щучьему велению» |
| Лучшие визуальные эффекты | • ALGOUS studio — «Снегирь» |
| Лучшие визуальные эффекты | • ALGOUS studio — «Повелитель ветра» |
| Лучшие визуальные эффекты | • ALGOUS studio — «Вызов» |

### Специальная награда
- За вклад в киноискусство — Карен Шахназаров 
(Награду вручал Владимир Мединский)
- За выдающийся вклад в российский кинематограф — Анатолий Мукасей
- Первая актриса-космонавт — Юлия Пересильд